# Guerrilla de la comunicación
El término guerrilla de la comunicación se refiere a formas no-convencionales de comunicación e intervención en procesos convencionales de comunicación. Incluye un conjunto de prácticas de subversión política que buscan visibilizar las relaciones sociales de dominio de las sociedades capitalistas contemporáneas, tales como el nuevo y el viejo nacionalismo, el sexismo/patriarcado, el especismo, el racismo y las formas de producción capitalista vinculados a ellos.
Se analiza la normalización de estas relaciones de dominio a nivel de los discursos sociales y de las formas de gramática cultural y se formulan propuestas de cómo cuestionarlas. Así pues, la forma de acción de las guerrillas de la comunicación pretende socavar la normalidad y supuesta naturalidad de estas relaciones sociales de dominio abriendo, temporalmente, nuevos espacios liberados y de cuestionamiento hacia ellas.
Se diferencia de otras clases de acción política en que son intentos de criticar los discursos dominantes no basados en la argumentación y la agitación, sino en la utilización e interpretación discordante y disidente de los signos. Su proyecto es la crítica de la no-cuestionabilidad de lo existente.
Los actos de comunicación de guerrilla se valen de la manipulación de representaciones, signos o identidades para visibilizar y/o cuestionar estas relaciones de dominio. Siguiendo el clásico esquema de la teoría de la comunicación lo que se propone es intervenir el mensaje del discurso dominante para que el receptor lo reciba distorsionado a fin de despertar la crítica a la cultura dominante.
Los conceptos como Hegemonía cultural o habitus, consideran que las relaciones de poder no están fundamentadas en la fuerza bruta sino que somos nosotros mismos quienes producimos, reproducimos y normalizamos estas formas de dominio en nuestras acciones del día a día. Lo hacemos a veces inconscientemente pero muchas veces también lo hacemos conscientemente ya que esta manera de funcionar nos puede beneficiar al proporcionarnos guías de acción en determinadas situaciones y también una posición de poder en otras.
Debido a sus características y a lo inhabitual de estas acciones, a menudo las acciones realizadas por los guerrilleros de la comunicación son o pretenden ser placenteras y divertidas para quienes las desarrollan y para quienes las ven o viven.

## Origen del concepto
El término ha sido acuñado por el grupo autónomo a.f.r.i.k.a con el fin de dotar de cuerpo teórico a un conjunto de prácticas que si bien ya hace tiempo que se encuentran en el repertorio de acción de la izquierda radical (y otros grupos) a menudo han sido menospreciadas. Los motivos que hacen necesario valorizar y desarrollar estas prácticas son, desde el punto de vista de sus autoras:
1. Una postura irreconciliable con las formas de producción capitalista, con las estructuras de poder y las formas de socialización.
2. El hartazgo respecto las formas tradicionales de acción política de la izquierda radical que anda dando tumbos entre la militancia estricta, la política realista pragmática y la pura crítica ideológica. Este malestar ha aumentado últimamente en la sociedad ante la incapacidad de todas las izquierdas y especialmente la parlamentaria de presentar un proyecto sólido y que los diferencia de la derecha. La denominada "crisis de la izquierda".
3. La conciencia de que los contenidos políticos no se aceptan exclusivamente por su veracidad. Hay que tener en cuenta las condiciones de recepción política y social y acompañar de otros objetivos, además del esclarecimiento, las acciones de la izquierda. En este sentido la guerrilla de la comunicación es un método más que no entra en contradicción con otras iniciativas sino que más bien las complementa.

En gran parte retoma aportes de crítica cultural radical del situacionismo, entre otros. Así pues actualiza las técnicas del detournement o la creación de situaciones y el happening.
Comunicólogos, semiólogos y críticos literarios, como Umberto Eco ("Hoy, un país pertenece a quien controla los medios de comunicación")  o Roland Barthes han desarrollado importantes aportes teóricos.

## Técnicas de la guerrilla de la comunicación
Pese a que la guerrilla de la comunicación pretende escapar de los recetarios de técnicas de acción, puesto que la innovación es su principal arma, es interesante ejemplificar ciertos tipos de acciones de los que lleva a cabo y que se podrían llegar a considerar como paradigmáticos de la forma de actuar de dicha guerrilla. Aun así cabe destacar que muchas veces estas técnicas aparecen juntas en una misma acción.

### Distanciamiento
Esta técnica, consiste en pequeños cambios sutiles en la representación que tenemos de las cosas. Podríamos pensar, por ejemplo, en la representación que se tiene habitualmente de como tiene que ser un leñador y cambiar entonces ciertos aspectos de esta representación (un leñador con medias de seda) para promover la reflexión. El problema de esta técnica es que, como sucederá también con otras, no es subversiva por sí sola, el contexto y la aplicación de la misma determinaran su efecto.

### Collagey montaje
Esta técnica se deriva de la anterior, se trata de un tipo de distanciamiento en el que, como si de un collage artístico se tratara, se extraen fragmentos de diversos contextos para crear un contexto nuevo. Pensemos en este caso en ciertos discursos de personajes públicos que se encuentran en la red y que han sido creados juntando y cambiando el orden de otros discursos.

### Tergiversación
Derivada también del distanciamiento, se trata de una versión de este en el que mediante collages o montajes se saca algo de su estética o contexto original para ponerlo en otro contexto. Imaginemos en este caso cualquier imitación en la que se saque al personaje de su contexto (poner un político de derechas en un mitin comunista). En este caso no se crea un contexto nuevo como sucedía con el collage y el montaje.

### Sobreidentificación
Esta técnica consiste en hacer referencia a aquello que es conocido pero es un tabú para el sistema. Un ejemplo histórico es el de Gianfranco Sanguinetti miembro de la Internacional situacionista quién escribió un Rapporto veridico sulle ultima opportunita di salvare il capitalismo in Italia (Esp: Relación verídica sobre las últimas oportunidades de salvar el capitalismo en Italia). En este artículo exponía que la última oportunidad de salvar el capitalismo en Italia pasaba por la entrada en el gobierno Partido Comunista Italiano.

### Fake
El fake es la invención de hechos falsos para crear situaciones verdaderas. En este ámbito un fake es una buena falsificación, evasión o engaño que pretende imitar la voz del poder lo más perfectamente posible para estar vigentes durante un tiempo limitado, por ejemplo: documentos falsificados, ataques a vallas publicitarias, etc. Su objetivo es desencadenar un proceso de comunicación en el que se cuestione la estructura misma de la situación de comunicación falsificada. Desde la guerrilla de la comunicación, el proceso de elaboración de un fake podría pasar por los siguientes pasos:
1. Producción de la falsificación (El paro ha bajado)
2. Descubrimiento de que algo no funciona por parte de las autoridades (El paro sigue igual)
3. Desmentir la falsificación por parte de las autoridades (El paro no ha bajado)
4. Reconocimiento de la acción por parte de la guerrilla (Hemos dicho que el paro había bajado pero no era verdad)

Aunque existen distintas versiones del fake, en todas ellas la importancia capital recae en obligar a las autoridades a desmentir la información.

#### Teoría delfake

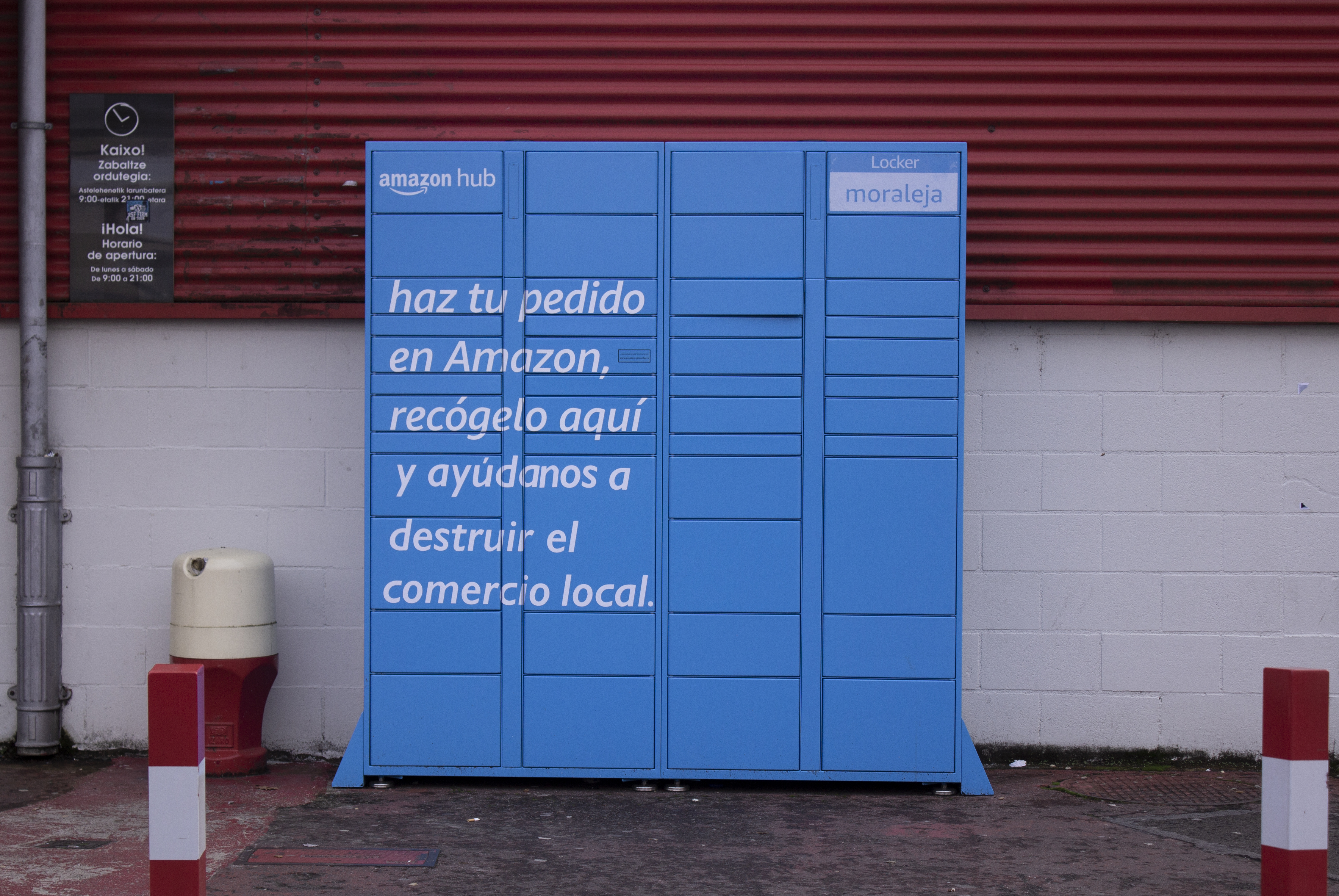

Los fakes surgieron en relación con el movimiento ecologista y pacifista.[cita requerida] No cuestionan la estructura fundamental del poder sino que pretenden contradecir la afirmación del poder que garantiza la seguridad. En las sociedades actuales el poder se ejerce y se legitima, en gran parte, por medio del discurso. El fake intentará alterar este sistema de funcionamiento del poder y dañará su legitimación difundiendo en su nombre informaciones falsas, modificadas o sin sentido. En estos procesos de comunicación el fake pretende hacer vislumbrar al "otro" de lo existente, lo que el discurso dominante suele condenar al silencio, sin conseguir nunca hacerlo desaparecer. 

#### Funcionamiento delfake
Su funcionamiento se basa en una paradoja: por un lado, el fake debería ser lo menos reconocible posible; por otro, debería desencadenar un proceso comunicativo donde quede claro que se trata de una información falsa. Tiene que quedar claro que desde la guerrilla de la comunicación un fake que no se descubre es un fake fallido, pudiendo duplicar el refuerzo del discurso de poder que se pretendía imitar. 
Tanto el fake como otras técnicas subversivas pretenden crear una distancia respecto a las formas o enunciados que nos vienen desde las estructuras de poder socialmente aceptadas. Las afirmaciones subversivas constituyen una posibilidad para intervenir en debates actuales y desacreditar posiciones hegemónicas.

### Afirmación subversiva
En este caso se trata de exagerar el discurso del opositor ya sea para hacerlo caer en el ridículo (reducción al absurdo) o para impedir que este pueda realizar un discurso. Vitoreamos a nuestro adversario político durante un mitin para que no pueda realizar su discurso.

## Gramática cultural
Gramática cultural es el término utilizado por la guerrilla para referirse a todo el marco de reglas y convenciones que regulan las interacciones y relaciones sociales, las representaciones de objetos y espacios, y el transcurso normal de las situaciones socialmente convenidas.
A través de esta metáfora, adapta la idea de la concepción de la gramática, como sistema de reglas que aprendemos de manera inconsciente, y que cumple como función estructurar y determinar el uso y la interrelación de los elementos de los enunciados lingüísticos; y la traslada a este otro sistema de reglas, también muchas veces poco cuestionado, que estructura las relaciones e interacciones sociales.
Esta gramática penetra todo el espacio social y cultural, público y no público; para, a través de las diferentes instituciones sociales y en la cotidianidad, enseñarnos en cada ámbito a integrarnos y someternos a la normalidad de las relaciones de poder y de dominio.
La gramática cultural se refiere así al sistema social de valores y normas; y se encarga de regular los esquemas y convenciones de comportamiento en los marcos preestablecidos de las diferentes escenas de nuestra cotidianidad.